# Francisco Pardo Mesones
Francisco Javier Pardo Mesones (Lima, 11 de diciembre de 1937 - Lima, 2017) fue un banquero, empresario y político peruano. Ejerció el cargo de director del Banco Central de Reserva del Perú desde el año 2000 hasta el 2001 y fue congresista de la república durante el periodo 1995-2000. Además, fue previamente regidor de la Municipalidad de Lima desde enero de 1987 hasta diciembre de 1989.

## Biografía
Nació en la ciudad de Lima, el 11 de diciembre de 1937. Fue hijo de Luis Pardo y Barreda y de Mercedes Victoria Mesones Muro. Asimismo, por su familia paterna, fue nieto del expresidente del Perú Manuel Pardo y Lavalle y sobrino del expresidente José Pardo y Barreda, del diplomático Felipe Pardo y Barreda y del político Juan Pardo y Barreda.
Realizó sus estudios primarios y secundarios en el Markham College, graduado en 1955. Sus estudios superiores de Ciencias de Agricultura los hizo en el Agricultural and Mechanical University of Texas. También tiene un postgrado en Administración de negocios en la Escuela de Administración de Negocios para Graduados - ESAN y como Especialista en Seguros en el Swiss Insurance Training Center (Zúrich-Suiza).
Laboró como gerente de varias empresas como Wessel & Duval, Compañía de Seguros Peruano Suiza y como vicepresidente en Asociación de Aseguradores del Perú, Grupo Lansberg y de la Unión de Compañía de Seguros en Venezuela. Ejerció como director de la IPAE y de la Confederación Nacional de Instituciones Empresariales Privadas (CONFIEP), también fue presidente la Real CIA. de Seguros Generales S.A. y de la Financiera de Lima.
En 1987, su figura alcanzó gran notoriedad a nivel nacional e internacional, cuando defendió el derecho de la propiedad privada y la libre empresa, enfrentándose al entonces presidente Alan García, quien intentó estatizar la Banca y los Seguros en el Perú. Pardo fue líder de la resistencia ante el atropello que quería perpetrar el gobierno aprista de aquella época. Así pues estuvo 28 días auto encerrado en las oficinas del Banco Mercantil del cual era copropietario, dirigiendo desde allí una lucha contra el abuso político.
Falleció en el año 2017.

## Participación en la política
Su carrera política la inició en 1986, cuando fue elegido como regidor de la Municipalidad de Lima por el Partido Aprista Peruano bajo la gestión del alcalde Jorge del Castillo.
En 1990, fundó la agrupación Somos Libres y postuló como candidato al Senado sin lograr éxito.

### Congresista de la República
Para las elecciones de 1995, se incorporó al partido Unión por el Perú liderado por Javier Pérez de Cuéllar donde postuló al Congreso de la República en las elecciones parlamentarias. Pardo logró ser elegido con 13,235 votos para el periodo 1995-2000.
En 1996, renunció a UPP y pasó a ser independiente, sin embargo, en 1998 se afilió al partido fujimorista Cambio 90 - Nueva Mayoría. En su labor legislativa fue presidente de la Comisión de Industria en 1999 y participó por tres años como miembro de la delegación peruana ante el Foro Parlamentario Asia Pacífico.
Intentó ser reelegido como congresista en las elecciones generales del 2000, sin embargo, no lo logró.
En agosto del mismo año, fue nombrado por el parlamento como miembro director del Banco Central de Reserva del Perú. Ejerció hasta el 2001 tras la caída del régimen de Alberto Fujimori.

## Controversias

### Caso Panamá Papers
En el año 2016, su nombre fue tendencia debido a que se supo que envió una carta de Pedro Pablo Kuczynski para abrir una cuenta bancaria en Panamá donde también lo habrían hecho varias personalidades conocidas en el Perú.